# Florencia Parnizari
Florencia Parnizari (31 de janeiro de 1994), é uma velejadora uruguaia que é medalhista dos Jogos Pan-Americanos. 

## Trajetória esportiva
Em 2019, q atleta conquistou a medalha de prata nos Jogos Pan-Americanos, na classe Snipe, junto com o compatriota Ricardo Fabini. Os atletas chegaram à regata da medalha ainda com chance de título, a quatro pontos dos norte-americanos. Nesta prova, porém, os uruguaios acabaram no 5º e último lugar, finalizando a competição com 34 pontos perdidos, contra 26 da equipe dos Estados Unidos. 